# Gimécourt
Gimécourt – miejscowość i gmina we Francji, w regionie Grand Est, w departamencie Moza.
Według danych na rok 1990 gminę zamieszkiwało 48 osób, a gęstość zaludnienia wynosiła 5 osób/km² (wśród 2335 gmin Lotaryngii Gimécourt plasuje się na 997. miejscu pod względem liczby ludności, natomiast pod względem powierzchni na miejscu 623.).